# Heteromysis (Olivemysis) wirtzi
Heteromysis (Olivemysis) wirtzi is een aasgarnalensoort uit de familie van de Mysidae. De wetenschappelijke naam van de soort is voor het eerst geldig gepubliceerd in 2008 door Wittmann.